# Ancara griseola
Ancara griseola är en fjärilsart som beskrevs av George Thomas Bethune-Baker 1906. Ancara griseola ingår i släktet Ancara och familjen nattflyn. Inga underarter finns listade i Catalogue of Life.